# Zbiornik Jutrosin
Zbiornik Jutrosin – sztuczny zbiornik wodny na Orli i Rdęcy, zlokalizowany na terenie gminy Jutrosin i miasta Jutrosina w powiecie rawickim (województwo wielkopolskie).

## Historia i charakterystyka
Fundusze na budowę zdobyto w 2009. Obiekt otwarto w 2011. Został zbudowany za kwotę 23 milionów złotych i w części był finansowany z Europejskiego Funduszu Rozwoju Regionalnego w ramach programu „Wzmocnienie ochrony przeciwpowodziowej zagrożonych obszarów oraz zwiększenie retencji na terenie województwa” w ramach Wielkopolskiego Regionalnego Programu Operacyjnego na lata 2007-2013. Pod budowę czaszy i obrzeża akwenu wykupiono prawie 170 hektarów gruntów od 78 właścicieli prywatnych i zakładów rolnych na terenie Smolic i Starego Sielca. Celem budowy było stworzenie zbiornika, który będzie retencjonował wodę dla rolnictwa, jak również przyczyni się do poprawienia warunków wodnych w glebie w obrębie zbiornika i rozwoju turystyki i rekreacji w gminie.
Zbiornik gromadzi ponad dwa miliardy litrów wody. Ma 90,5 hektara powierzchni, a jego maksymalna głębokość wynosi 2,2 metra (przy średniej 2,10 metra). Długość akwenu wynosi 2160 metrów. 

## Przyroda
W wodach zbiornika występują okonie, karasie i szczupaki. 
Wody akwenu charakteryzują się wysokim obciążeniem związkami biogennymi. 

## Wędkarstwo
Łowienie ryb może odbywać się tylko z północnego brzegu akwenu. Zbiornik udostępniony jest do amatorskiego połowu ryb dla wszystkich wędkarzy posiadających uprawnienia do wędkowania.

## Turystyka
Zachodnią stroną zbiornika przechodzi  niebieski szlak pieszy z Czempinia do Kobylina. Przy brzegu południowo-wschodnim stoi drewniany wiatrak. Koroną wału przechodzi ponadto szlak rowerowy EuroVelo 9 (Gdańsk - Pula).